# Sperlinga
Sperlinga es un comune de Italia perteneciente a la provincia de Enna, en la región de Sicilia. Tiene una población de 658 habitantes (ISTAT 2025).

## Geografía
Está situado entre las montañas de Nebrodi y Madonie, en el corazón de la Sicilia central, a 47 km de Enna. Sperlinga deriva etimológicamente de la lengua griega y significa "cueva".

## Historia
Entre los primeros documentos históricos de Sperlinga se encuentra un privilegio del conde Roger de 1082. Resurge en el período inmediatamente sucesivo una fuerte colonización de los pueblos que provenientes del norte de Italia. Por esta razón, se habla todavía a día de hoy en Sperlinga un dialecto galoitálico, el galo-siciliano, como en otras partes de Sicilia, debido a la inmigración de las provincias de Novara, Asti y  Alessandria.
Gerhard Rohlfs realizó una búsqueda sobre el dialecto galoitálico de Sicilia el 13 y 14 de abril de 1924, aportando fotos de las cuevas de Via Valle.

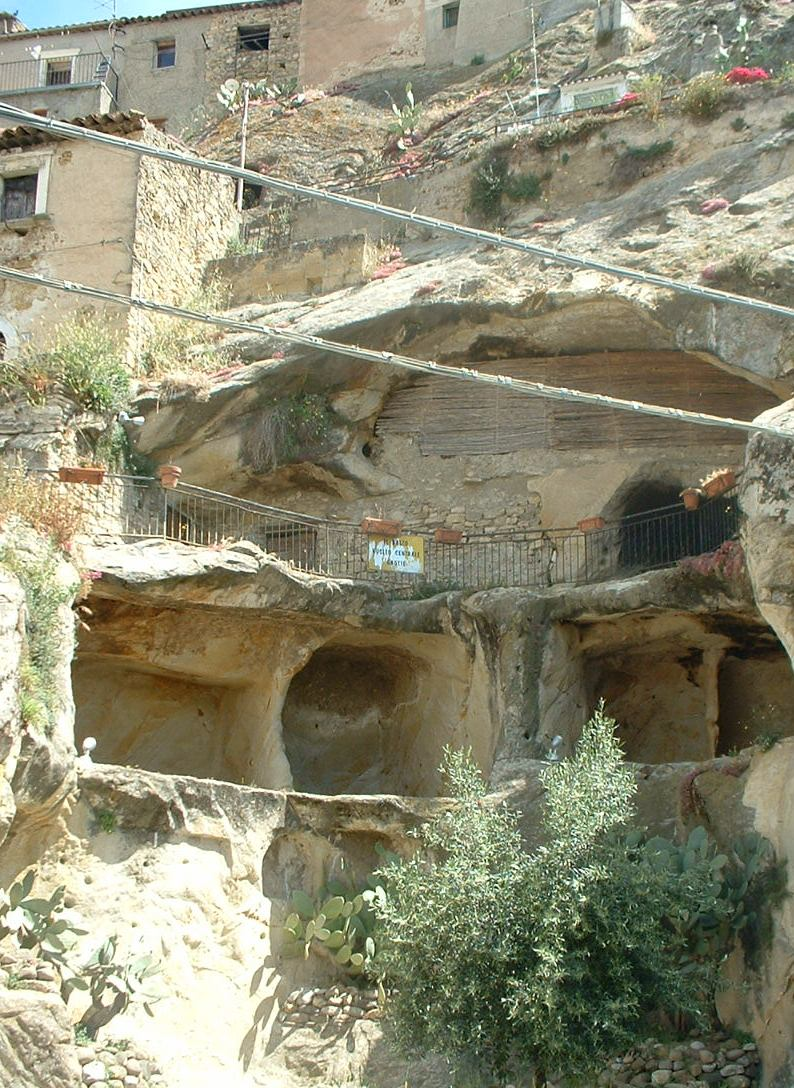
Cuevas excavadas en la roca

La región se caracteriza por sus numerosas cuevas excavadas en roca arenisca. 

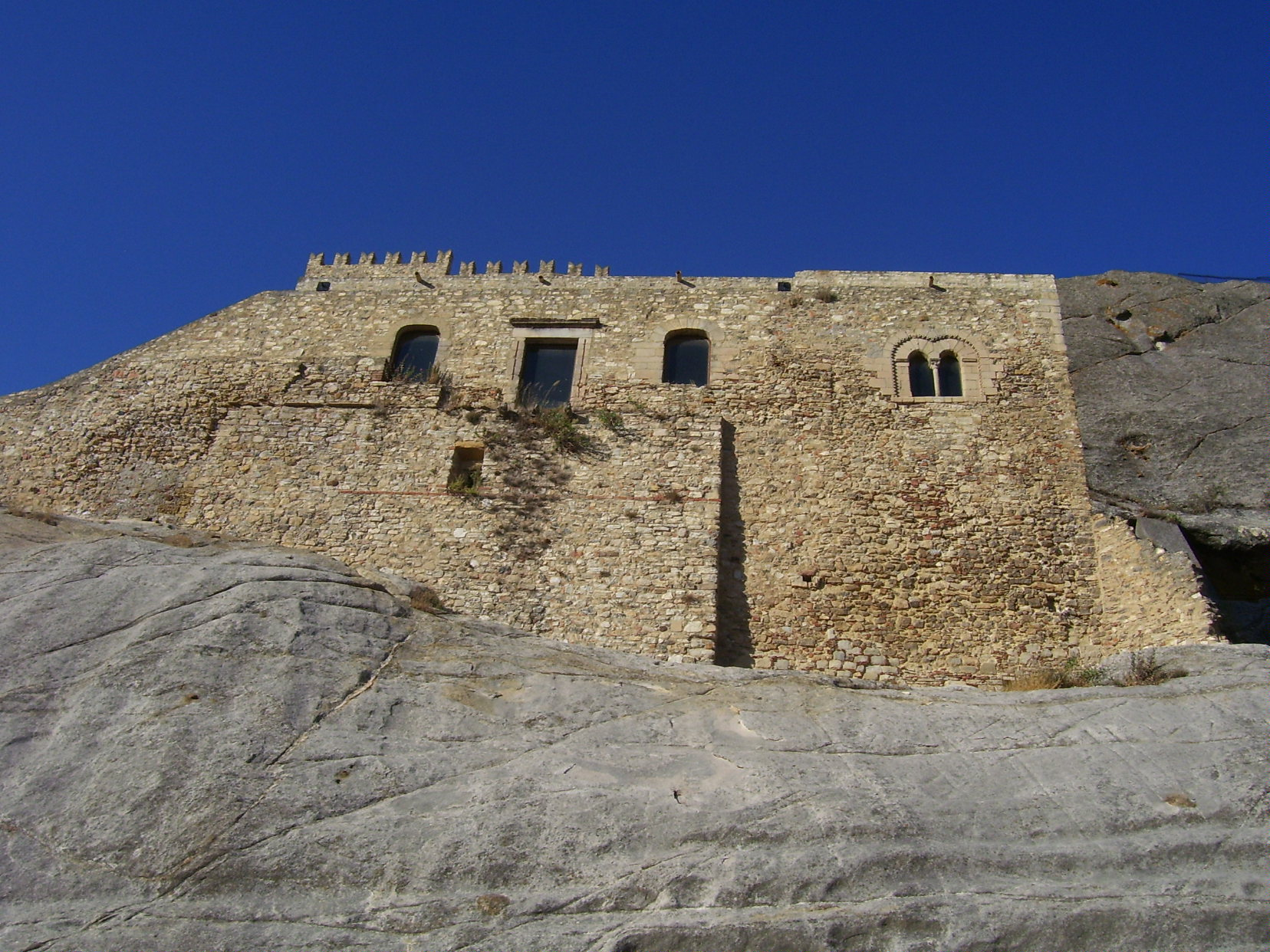
El castillo medieval de Sperlinga.

El castillo es un raro ejemplo de castillo de roca, en parte excavada en la roca, y probablemente de la época anterior a la pre-sicilianos griego (siglo XII a. C.-VIII a. C.), construido en parte sobre la misma roca, en torno al año 1000.
Su inscripción en latín es un famoso grabado en el arco apuntado,  en el vestíbulo del castillo "Quod Siculis placuit solo Sperlinga negavit", esta información hace referencia a las Vísperas sicilianas (1282), cuando una guarnición francesa fue encerrada en el interior del castillo y resistió el asedio durante casi un año.

## Demografía
En 2009 tenía una población de 897 habitantes.
| Gráfica de evolución demográfica de Sperlinga entre 1861 y 2001 |
|                                                                 |
| Fuente ISTAT - Elaboración gráfica por parte de Wikipedia       |

## Economía
La actividad económica preponderante del municipio ha sido la agrícola. Sperlinga cuenta con una producción notable de trigo, oliva, cítricos, forrajes y destaca por la cría de ganado ovino.

## Fiestas y festivales
Sperlinga celebra su fiesta en honor de Juan el Bautista  el día 24 de junio.
El 16 de agosto se celebra el festival del Tortone, que tiene lugar en la explanada de la roca del castillo de Sperling. El festival de Tortoni nació en 1982, durante el séptimo centenario de la Vísperas sicilianas. Esencialmente se caracteriza por la elaboración de una torta casera hecha con ingredientes simples: harina y se amasa con levadura, aceite de oliva y azúcar espolvoreado en los paneles.[cita requerida]